# Chetogena meridionalis
Chetogena meridionalis är en tvåvingeart som först beskrevs av Townsend 1912.  Chetogena meridionalis ingår i släktet Chetogena och familjen parasitflugor.
Artens utbredningsområde är Peru. Inga underarter finns listade i Catalogue of Life.